# DEC (artiste)
 (juillet 2020).
Pour les articles homonymes, voir DEC.
Christophe Julien, connu sous le nom d'artiste DEC, né le 16 octobre 1968 à Annecy-le-Vieux (Haute-Savoie), est un artiste peintre et designer plasticien français.
Il vit à la Frette-sur-Seine, dans le Val-d'Oise, où il a son atelier. Ses œuvres sont visibles lors de ses expositions personnelles, résidences d'artistes et appels à projets en France et à l'international.

## Cursus et carrière artistique
Bien qu'admissible aux Arts décoratifs, il entre à l'ESDI (École Supérieure du Design Industriel), école créée par Jan-Lin Viaud. Jeune diplômé, il crée sa propre agence de graphisme et de design. Parallèlement, il continue ses travaux artistiques et est affilié à la Maison des artistes dès 1995. Il se dote d'un atelier en 2005 pour peindre de grands formats et travailler le volume, comme réponse au vide (installations et sculptures). Il suit des formations parallèles ; enseignement de vitrail auprès de l'Atelier Andrieux, à l'École du Louvre auprès de Dominique Dupuis-Labbé et de Bernard Blistène. Lors de ses premières expositions collectives, il reçoit un 1er prix de sculpture du Conseil Régional de Seine-Saint-Denis et des premiers prix de peinture. Encouragé et convaincu qu'un artiste doit immerger le visiteur dans son propre univers, il décide de monter ses propres expositions individuelles. Commissaire d'exposition pour certains événements artistiques franciliens, il expose à Paris, en Île-de-France et à l'étranger, lors d'échanges culturels. Il expose régulièrement à la Petite Galerie à la Frette-sur-Seine et est représenté par les galeries en ligne SaatchiArt et Singulart. Combinant sans cesse ses formations artistiques et techniques, il intervient auprès d'entreprises en direct ou dans le cadre de résidences, ainsi qu'en cycles supérieurs auprès d'élèves d'écoles préparatoires aux arts appliqués pour des workshop.

## Démarche artistique
Très sensible à l'argument de Beuys, DEC défend "une perception active de soi-même" et veut témoigner des interactions du monde et des mutations qui en résultent. Les œuvres suggèrent un questionnement selon un mode dynamique et cherchent à capter une vibration ; celle de notre propre zone d'équilibre, en corrélation permanente avec un contexte mouvant.

## Œuvre artistique

### Le peintre
DEC est très vite perçu comme un peintre en droite ligne de l'abstraction lyrique et son travail pictural est remarqué notamment par Lise Didier-Moulonguet,. Art magazine international lui consacre plusieurs pages. Ses expositions individuelles sont relayées ,,. Il est l'un des premiers artistes à proposer une double lecture ; picturale et numérique de ses œuvres avec la réalité augmentée (AR) qu'il appelle ses Métabstractions ; littéralement abstractions qui se métamorphosent,.

### Le designer plasticien
Construire l'espace en ajourant la matière ou en ménageant des perspectives est une constante dans son travail,. Ses expositions individuelles sont toutes scénographiées par ses soins, faisant écho aux sites,. Il crée des dialogues avec des médiums variés et enrichit l'expression artistique de multiples nuances,. Pour maintenir le questionnement sur nous-mêmes, il multiplie les perceptions et les expériences, notamment par le biais des technologies nouvelles qui se greffent à son œuvre,. Ses installations créées spécifiquement sont destinées à impliquer chacun afin de le rendre actif dans le process créatif. Il crée CubicJump en 2016, petit personnage composé de cubes, très présent sur les réseaux sociaux et qu'il sait animer numériquement.